# Xã Kelso, Quận Sibley, Minnesota
Xã Kelso (tiếng Anh: Kelso Township) là một xã thuộc quận Sibley, tiểu bang Minnesota, Hoa Kỳ. Năm 2010, dân số của xã này là 292 người.